# Обално-крашки регион
Обално-крашка (на български: Приморско-карстов; на английски: Coastal-Karst) е област (регион) в западна Словения. В състава ѝ влизат 7 общини на обща площ от 1044 квадратни километра. Населението на областта към 2006 година е 106 000 жители. Най-голям град в региона е Копер.

## Описание
Обално-крашкият регион е една от дванадесетте административно-статистически области в Словения, създадени като ново административно деление на страната през 2007 година.
Разположен е в югозападната част на страната по крайбрежието на Адриатическо море и по границата с Италия в района на град Триест. На юг, областта граничи с истърския регион на Хърватия. Близо половината от населението живее в град Копер, където е най-голямото и единствено търговско пристанище на страната. В близост до града се намира и малко международно летище. Дължината на магистралния автомобилен път в региона е 55 километра.
Малките крайбрежни градчета Пиран, Портороз и Изола, със своята живописност и културно-историческо наследство, образуват един от главните туристически райони на страната

## Общини
| Община        | (на словенски) | Площ (km2) | Население | Гъстота (жители/km2) |
| ------------- | -------------- | ---------- | --------- | -------------------- |
| Дивача        | Divača         | 147.80     | 3829      | 25.9                 |
| Хрпеле-Козина | Hrpelje-Kozina | 192.20     | 4038      | 21                   |
| Изола         | Izola          | 28.60      | 14 549    | 508.7                |
| Комен         | Komen          | 102.70     | 3515      | 34.2                 |
| Копер         | Koper          | 311.20     | 47 539    | 152.80               |
| Пиран         | Piran          | 42.20      | 16 758    | 397.10               |
| Сежана        | Sežana         | 217.40     | 12 583    | 57.90                |

## Демография
Разпределение на жителите по религиозна принадлежност според преброяването от 2002 година:
- 1. Християни католици (46,9%)
- 2. Атеисти (17,2%)
- 3. Мюсюлмани (3,9%)
- 4. Християни православни (3,8%)
- 5. Християни евангелисти (0,2%)
- 6. други (4,6%)
- Запазена в тайна религия (23,3%)